# SagaGames
SagaGames är ett svenskt rollspelsförlag som ger ut rollspel på svenska, grundat 2004 av Tomas Arfert och Johan Danforth. Företagsnamnet togs ifrån deras första produkt, rollspelet Saga. 2011 slogs Mindless Gaming ihop med SagaGames. 
SagaGames andra produkt var fantasyspelet Fantasy! – Old school gaming, ett rollspel med lättviktiga och snabba regler för att återskapa känslan av äldre rollspelande. Dess första utgåva gavs ut till julen 2011 och är den spelserie där SagaGames publiceras mest material. 
Under 2014 gavs ett skräckrollspel baserat på Anders Fagers noveller Svenska kulter med namnet Svenska kulter: rollspelet. 
2019 lanserades Fantasy! – Old school gaming på engelska i samarbete med Modiphious Entertainment.

## Utgivna produkter
Saga
- Saga, första utgåvan, grundregler – 2006
- Spelledarskärm, tillbehör – 2007
- Saga, andra utgåvan, grundregler – 2015[5]
- Spelledarskärm andra utgåvan, tillbehör – 2015

Fantasy! – Old school gaming
- Fantasy! – Old School Gaming, 1:a utgåvan (v1.0), grundregler – 2011[6]
- Fantasy! – Old School Gaming, 2:a utgåvan (v2.0),grundregler – 2013
- Fantasy! – Old School Gaming, 3:a utgåvan (v3.0), grundregler – 2015
- Fantasy! – Old School Gaming, pocketutgåvan (v3.1), grundregler – 2016[7]
- Mörkret vid stigen slut, äventyr – 2013[8]
- Monster! och varelser 1 – monsterbok – 2013[9]
- Monster! och varelser 2 – monsterbok – 2014[10]
- Ormgudens dal – äventyr – 2013[11]
- Spindelkonungens pyramid - äventyr - 2014[12]
- Äventyrsbok 1 – äventyrsantologi – 2018
- Monsterpocket 1 – monsterbok – 2018
- Världsboken – kampanjbok – 2019

Action!
- Action! Reloaded, grundregler, 2015[13]
- Den svarta änkan, äventyr, 2016[14]

Sci-fi! – Old School Gaming
- Sci-Fi! – Old School Gaming, Grundregler – 2015[15]

Svenska kulter – rollspelet
- Svenska kulter: rollspelet, grundregler – 2014[16]
- Sju porträtt av Elvira Wallin, äventyr – 2015[17]

Sword princess
- Sword princess, Rollspelet i Amalteas Värld – grundregler – 2017[18]

Nattens varelser
- Nattens varelser Ett gotiskt skräckrollspel, grundregler – 2018
- Fasor, äventyr – 2018